# Begonia picturata
Begonia picturata là một loài thực vật có hoa trong họ Thu hải đường. Loài này được Yan Liu, S.M.Ku & C.I Peng mô tả khoa học đầu tiên năm 2005.